# Louis Moland
Louis-Émile-Dieudonné Moland, né le 13 avril 1824 à Saint-Omer (Pas-de-Calais), mort le 2 octobre 1899 à Paris, est un critique littéraire, éditeur scientifique et historien français du XIXe siècle.

## Biographie
Louis Moland descend d'une famille de magistrats par son père Antoine Moland et son grand-père maternel François de Wimille, tous deux juges au tribunal de Saint-Omer. Après ses études au lycée de Douai, il fut envoyé à Paris pour y faire son Droit. Reçu licencié en droit au mois d'août 1846, il prête serment comme avocat en novembre 1846 à la Cour d'Appel de Paris.
Mais attiré par la littérature, il néglige sa fonction d'avocat stagiaire pour se livrer à des recherches historiques et à des essais de composition littéraire. Le Moyen Âge constitue l'objet de ses premières recherches et il publie en 1851 et 1852 Peuple et Roi au XIIIe siècle et Saint-Omer dans la Morée.
Il publie ensuite en collaboration avec son camarade d'études Charles d'Héricault plusieurs ouvrages, Le livre de l'Éternelle Consolation (première version française de L'Imitation de Jésus-Christ) (1856), Nouvelles Françoises en prose du XIIIe siècle(1856), Nouvelles Françoises en prose du XIVe siècle(1858) et La France guerrière de Jeanne d'Arc à Henri IV(1876).
L'ouvrage qu'il publie seul en 1862, Origines littéraires de la France, est une étude originale de critique littéraire qui porte autant sur Le livre du Saint-Gral et de la Table ronde que sur le grand schisme d'occident.
Son travail de critique littéraire l'amène à passer en revue un nombre important d'écrivains. Il publie en tant qu'éditeur scientifique les Œuvres complètes de Molière en 1867, les Œuvres complètes de La Fontaine en 1872, les Œuvres complètes de J. Racine en 1864, les Œuvres complètes de Rabelais en 1873, les Œuvres complètes de Beaumarchais en 1874. Ses études sont souvent assorties d'une notice biographique de l'auteur. En 1877, il entreprend l'édition des Œuvres complètes de Voltaire, s'appuyant souvent sur la précédente édition qu'avait donnée Beuchot.
Il s'essaye sans grand succès au conte et au roman en publiant en 1861 Roman d'une fille laide, puis Le Veuvage en 1862 et Les Méprises en 1869.
Il collabore à des revues littéraires telles la Revue contemporaine, la Revue d'art dramatique, la Revue des Deux Mondes.
Il fait partie de la Société des gens de lettres, de la Société de l'histoire de France. Il a été nommé Officier d'Académie en 1877.